# Арзгир
Арзги́р — село, административный центр Арзгирского муниципального округа Ставропольского края.

## География
Село расположено в балке Чограй (считается истоком реки Чограй), начинающейся в 3 км северо-западнее села Серафимовского. Высота над уровнем моря — 67 м.
Расстояние до краевого центра: 180 км.
Ближайшая железнодорожная станция (Будённовск): 75 км.
В 2 км южнее села находится зоологический заказник регионального значения Арзгирский.
Климат
Климат Арзгира засушливый, умеренно континентальный. Лето продолжительное и жаркое, зима короткая и мягкая.
- Среднегодовая температура воздуха — 11,9 °C
- Относительная влажность воздуха — 61,8 %
- Средняя скорость ветра — 4,1 м/с

| Показатель                                                              | Янв. | Фев.  | Март | Апр. | Май  | Июнь | Июль | Авг. | Сен. | Окт.  | Нояб. | Дек. | Год  |
| ----------------------------------------------------------------------- | ---- | ----- | ---- | ---- | ---- | ---- | ---- | ---- | ---- | ----- | ----- | ---- | ---- |
| Абсолютный максимум, °C                                                 | 14,2 | 19,0  | 23,4 | 32   | 35,4 | 40,2 | 43,5 | 41,2 | 39,5 | 29,5  | 23,3  | 17   | 43,5 |
| Средний максимум, °C                                                    | 0    | 1     | 8    | 17   | 24   | 28   | 33   | 32   | 24   | 16    | 7     | 2    | 16   |
| Средняя температура, °C                                                 | −2,8 | −2,8  | 3,5  | 11,1 | 18,8 | 22,9 | 25,8 | 24,8 | 18,6 | 10,5  | 3,9   | −1   | 10,5 |
| Средний минимум, °C                                                     | −6   | −6    | −1   | 6    | 11   | 16   | 20   | 19   | 12   | 7     | 1     | −4   | 6    |
| Абсолютный минимум, °C                                                  | −35  | −28,6 | −18  | −6   | 1,0  | 5    | 8,5  | 9,0  | −0,2 | −12,4 | −19,8 | −28  | −35  |
| Норма осадков, мм                                                       | 21   | 18    | 33   | 31   | 45   | 57   | 43   | 33   | 31   | 29    | 27    | 26   | 393  |
| Источник: ФГБУ "ВНИИГМИ-МЦД". meteo.ru. Дата обращения: 5 декабря 2022. |      |       |      |      |      |      |      |      |      |       |       |      |      |

| Показатель                                                                                | Янв. | Фев. | Март | Апр. | Май  | Июнь | Июль | Авг. | Сен. | Окт. | Нояб. | Дек. | Год  |
| ----------------------------------------------------------------------------------------- | ---- | ---- | ---- | ---- | ---- | ---- | ---- | ---- | ---- | ---- | ----- | ---- | ---- |
| Средняя температура, °C                                                                   | −1,2 | −1,4 | 3,7  | 12,2 | 18,5 | 23,3 | 26,2 | 24,9 | 19,3 | 12,3 | 4,3   | −0,5 | 11,9 |
| Источник: NASA. База данных RETScreen. www.retscreen.net. Дата обращения: 5 декабря 2022. |      |      |      |      |      |      |      |      |      |      |       |      |      |

## Этимология
Село названо по ручью Арзгир, протекавшему по балке Чограй. Согласно «Энциклопедическому словарю Ставропольского края» (2006), топоним Арзгир происходит от тюрк. Арс — непереводимое имя собственное и гир — вода. По информации ставропольского краеведа Владимира Георгиевича Гниловского, вторую часть этого названия (гир) «некоторые исследователи аналогизируют с украинским словом „гирло“ (проток, рукав реки)». Также существует версия, что наименование села образовано от калм. Арзһр — шероховатый, неровный.
Кандидат филологических наук Евгений Владимирович Бембеев в своей работе «Калмыцкий субстрат в топонимии Ставропольского края» (2009) ставит под сомнение достоверность версий о тюркском и славянском происхождении этого топонима, полагая, что его этимология наиболее убедительное объяснение находит на материале калмыцкого языка.

Физико-географическая характеристика местности, где расположен данный ойконим, отмечается наличием множества оврагов, рытвин, что совпадает со значением калмыцкого слова арзгр. В пользу «калмыцкого происхождения» ойконима Арзгир можно привести мнение казахского ученого М. Л. Диаровой, (…) отмечавшей, что современная форма наименования местности Аз"ыр «является искажённым, видоизмененным калмыцким Арзыгар, от калмыцкого арзгр — „неровный, шероховатый, щербатый“». (…) Вместе с тем автор отмечает, что в «Кратком словаре топонимов Казахстана» Е. Койчубаевой название местности аз"ыр представлено, как образованное сложением этнонима аз и термина ›ыр — «азские холмы». А в работе Г. Сагидолдакызы, топоним Аз"ыр возводится к монгольскому апеллятиву азрага (жеребец), соответствующему казахскому ай"ыр (жеребец-производитель) и широко функционирующему в составе географических названий… Все перечисленные названия представляют собой обозначения рельефа местности, указывая на наличие неровности, возвышенности.— Бембеев Е. В. Калмыцкий субстрат в топонимии Ставропольского края

## История
Селение Арзгирское было образовано 7 (19) августа 1876 года Постановлением Ставропольского губернского присутствия в трухменской степи и причислено к Прасковейской волости Новогригорьевского уезда (в печатных источниках датами основания населённого пункта также значатся 1871 и 1878 годы). Поселенцам был отмежёван надел 42 235 десятин в балке Арзгирской (Частые Копани), на землях, ранее принадлежавших трухменам. Первыми жителями села стали государственные крестьяне из упразднённого в 1875 году села Чограй, малороссы — выходцы из Киевской, Полтавской и Черниговской губерний, а также принявшие христианство калмыки и туркмены. В документах за 1880 год указано, что село Арзгирское основано («вновь образовано») на месте села Чограй.
В 1881 году в селе насчитывалось 500 дворов и около 2800 жителей.
В январе 1918 года в селе была провозглашена советская власть.
В 1909 году числилось за Благодарненским уездом.
В 1929—1934 годах образованы колхозы «Красный октябрь», «Заря новой жизни», «Свободный труд», «Хлебороб», им. XVII партсъезда, им. Книги.. В 1935 году создана Арзгирская машинно-тракторная станция, обслуживавшая местные колхозы сельскохозяйственной техникой. В 1950-х годах её директором работал Сергей Иосифович Манякин — Герой Социалистического Труда, Почётный гражданин Арзгирского района. В 1958 году МТС была ликвидирована.
В ноябре 1942 года во дворе Арзгирской полиции было собрано примерно 150 граждан еврейской национальности, в большинстве женщины, дети и старики. Эти граждане были отконвоированы в Арзгирскую балку и там расстреляны. По воспоминаниям участника расстрела, предателя П. Д. Суслина:

Расстрел производился днем. Картина расстрела была такова: из колонны граждан еврейской национальности, охраняемой полицейскими, выводили группы по 3-4 человека, подводили к оврагу, ставили жертвы на колени, заставляя предварительно раздеваться до нижнего белья, а затем с расстояния 6-7 м немцы расстреливали обречённых. Если у матери на руках был ребенок, то вначале убивали ребенка, а затем производили выстрел в затылок матери. Трупы падали в овраг. 
...
Я выполнил приказание Вилли и из винтовки немецкого образца стал расстреливать жертвы. Участие в расстреле я принимал до тех пор, пока на линию огня не были подведены два мальчика-близнеца в возрасте 6-7 лет. В тот момент, когда я хотел произвести в них выстрел, один из мальчиков повернул голову в мою сторону и спросил: «Дядя, а мы правильно сели?». 

Нервы мои не выдержали, я бросил винтовку и ушел к машине.
13 января 1943 года село освобождено от немецко-фашистских захватчиков.
На 1 марта 1966 года село было административным центром Арзгирского сельсовета, в который входили также аул Башанта и посёлок Приозёрский (упразднён в 1971 году):8.
До 16 марта 2020 года село было административным центром упразднённого Арзгирского сельсовета.

## Население
| 1897    | 1903    | 1925    | 1939    | 1959  | 1970    | 1979    | 1989    |
| ------- | ------- | ------- | ------- | ----- | ------- | ------- | ------- |
| 10 151  | ↗14 744 | ↘12 280 | ↘11 069 | ↘9148 | ↗12 291 | ↗13 117 | ↗15 307 |
| 2002    | 2010    | 2014    | 2021    |       |         |         |         |
| ↗15 559 | ↘14 722 | ↗15 100 | ↘13 160 |       |         |         |         |

Гендерный состав
По итогам переписи населения 2010 года проживали 6935 мужчин (47,11 %) и 7787 женщин (52,89 %).
Национальный состав
По итогам переписи населения 2010 года проживали следующие национальности (национальности менее 1 %, см. в сноске к строке «Другие»):
| Национальность | Численность | Процент |
| -------------- | ----------- | ------- |
| Русские        | 12 388      | 84,15   |
| Даргинцы       | 928         | 6,30    |
| Цыгане         | 204         | 1,39    |
| Армяне         | 197         | 1,34    |
| Украинцы       | 173         | 1,18    |
| Другие         | 832         | 5,65    |
| Итого          | 14 722      | 100,00  |

## Инфраструктура
- Дом-интернат «Ивушка» для престарелых и инвалидов[49]
- Центр культуры, досуга и спорта[50]
- Межпоселенческая центральная библиотека. Открыта 8 ноября 1915 года[51]
- Центральная районная больница. Открыта 19 июня 1972 года[52]
- Газета «Заря». Начала выходить 26 июня 1935 года как газета «Звезда»[51]
- ОАО  «Нива». Образован 24 января 1928 года как колхоз-племзавод «Нива»[53]
- Колхоз-племзавод имени Ленина. Образован 18 апреля 1954 года[54]
- В границах села расположены два общественных открытых кладбища: кладбище № 1 (примерно в 600 м на юг от улицы П. Базалеева) площадью 134000 м² и кладбище № 2 (примерно в 1 км на северо-запад от перекрёстка улиц Оджаева и Горького) площадью 70000 м²[55]

## Образование
- Детский сад № 4
- Детский сад № 5[56]
- Детский сад № 11. Открыт 27 сентября 1983 года[53]
- Детский сад № 12[57]
- Детский сад № 13[58]. Открыт 9 сентября 1986 года[59]
- Средняя общеобразовательная школа № 1[60]. В 1980 году её выпускником стал Олег Александрович Козлов, Герой Российской Федерации[61].
- Средняя общеобразовательная школа № 2[62]
- Средняя общеобразовательная школа № 3. Открыта 11 октября 1928 года[53]
- Детская музыкальная школа[63]
- Детско-юношеская спортивная школа[64]
- Детский оздоровительно — образовательный центр «Степнячок»[65]
- Центр детского творчества[66]
- Центр детско-юношеского туризма и экскурсий. Открыт 1 января 1993 года[67]

## Русская православная церковь
- Храм Рождества Пресвятой Богородицы[68]

Рождество-Богородицкая церковь. в 1878 году впервые упоминается в архивных документах как молитвенный дом, хотя строительство ещё не начато, а лишь на средства прихожан заготовлены стройматериалы. В 1882 году устроен саманный молитвенный дом, освящённый в честь Рождества Пресвятой Богородицы 17 января 1881 года. На средства прихожан в 1908 году построена новая кирпичная на каменном фундаменте шестиглавая церковь, освящённая 10 декабря 1910 года.

## Люди, связанные с селом
- Бертенёва Вера Семёновна (1938) — бывшая доярка, награждена орденом Славы III степени[53]
- Ищенко Владимир Трофимович (1937) — бывший глава районной государственной администрации, награждён орденами Трудового Красного Знамени и Октябрьской Революции[31]
- Марюфич Владимир Андреевич (1937) — бывший руководитель Арзгирского автотранспортного предприятия, награждён орденами Трудового Красного Знамени и Знак Почёта[70]
- Руденко Василий Пантелеевич (1937) — бывший тракторист колхоза-племзавода имени Ленина, награждён орденом Трудового Красного Знамени[31]
- Таранов Иван Фролович (1927—2022) — бывший председатель районного исполнительного комитета, награждён орденами Трудового Красного Знамени и Знак Почёта[71]

## Памятники
- Братская могила 71 партизана, погибшего в годы гражданской войны[72]
- Бюст В. И. Ленина. 1920 год[73]
- Памятник (обелиск) 6 советским работникам, погибшим в марте 1923 года от рук белобандитов, и 5 партизанам, зверски замученным в 1942 году фашистскими оккупантами[74]
- Памятник В. И. Ленину. 1937 год[75]
- Мемориал-памятник «Жертвам фашизма», расстрелянным оккупантами в январе 1943 года. Открыт 1 ноября 1960 года[51]. Обновлён в октябре 2012 года.
- Памятник воинам-односельчанам, погибшим в годы Великой Отечественной войны 1941—1945 гг. 1965 год[76] (по другим данным 1967 год[77])
- Обелиск воину-освободителю. 1968 год[78]
- Памятник первым трактористам. 1969 год[79]
- Памятник-самолёт МиГ-15УТИ[80].
- Мемориальный комплекс «Арзгирская балка». Открыт 8 сентября 2016 года. В сентябре 1942 года по приказу немецкого коменданта и коменданта жандармерии в яру Арзгирская балка было расстреляно 695 мирных граждан, в том числе 675 евреев, 15 русских и 5 молдаван[81].